# Pike megye (Indiana)
Pike megye az Amerikai Egyesült Államokban, azon belül Indiana államban található. Megyeszékhelye és legnagyobb városa Petersburg. Lakosainak száma 12 250 fő (2020. április 1.). Pike megye Daviess, Dubois, Warrick, Gibson és Knox megyékkel határos.

## Népesség
A megye népességének változása:
| Lakosok száma | 12 849 | 12 745 | 12 785 | 12 683 | 12 594 | 12 250 |
|               | 2010   | 2011   | 2012   | 2013   | 2015   | 2020   |